# NAGASE The Standard
『SUZUKI presents NAGASE The Standard』（ナガセ ザ スタンダード）とはTOKYO FMをキー局にJFN系列で放送されたラジオ番組である。前番組であるSUZUKI presents KAT-TUNE 田口淳之介のTAG-TUNE DRIVINGの後継番組。通称「ナガスタ」。

## 放送期間
- 2015年10月1日 - 2019年3月28日（月曜日から木曜日）

## 概要
コンセプトは「TOKIO:長瀬智也が、毎日10分間、あなたのドライビングパートナーに！」。
前番組から引き続いてスズキの一社提供だが、2018年4月に当時のメンバーだった山口達也の不祥事発覚を受けて、同社の製品であるソリオのCMキャラクターを引責降板した影響で、同月から8月まで一時的に冠スポンサーから外れた。同年9月3日放送分から復帰。（ただし、一時降板中もスズキのCMはPTとして継続されていた）。
パーソナリティは、TOKIOの長瀬智也。前番組のTAG-TUNE DRIVINGとは異なり、アシスタントなどはいない。
毎日一つのテーマに沿って、長瀬がフリートークをする。前番組よりも自由度が高いため、メッセージを比較的多く紹介する、生ギター生歌も時々流れることがある。

## タイムテーブル
放送時間が一律ではないため、流れのみを記載する。
1. オープニング
2. 提供読み
3. パーソナリティの自己紹介とタイトルコール
4. CM（20秒）
5. ♪ジングル
6. フリートーク
7. ♪楽曲（TOKIOの曲とは限らない）
8. CM（20秒）
9. エンディング
10. 提供読み

## 放送時間
JFN系列38局フルネット。放送時間は局によって異なる。なお、FM OSAKAを除く37局は、前番組のTAG-TUNE DRIVING放送時と放送時間の変更はない。
| 放送対象地域   | 放送局名                                    | 放送時間      | 備考   |
| -------------- | ------------------------------------------- | ------------- | ------ |
| 東京都         | エフエム東京（TOKYO FM）★                   | 16:50 - 17:00 | 製作局 |
| 青森県         | エフエム青森（FM青森）                      | 16:40 - 16:50 |        |
| 秋田県         | エフエム秋田（AFM）                         | 16:45 - 16:55 |        |
| 山形県         | エフエム山形（Rhythm Station）              | 16:45 - 16:55 |        |
| 三重県         | 三重エフエム放送（レディオキューブ FM三重） | 16:45 - 16:55 |        |
| 高知県         | エフエム高知（Hi-Six）                      | 16:45 - 16:55 |        |
| 群馬県         | エフエム群馬（FMぐんま）                    | 16:50 - 17:00 |        |
| 富山県         | 富山エフエム放送（FMとやま）                | 16:50 - 17:00 |        |
| 岐阜県         | 岐阜エフエム放送（FM GIFU）                 | 16:50 - 17:00 |        |
| 広島県         | 広島エフエム放送（HFM）                     | 16:50 - 17:00 |        |
| 宮崎県         | エフエム宮崎（JOY FM）                      | 17:00 - 17:10 |        |
| 島根県・鳥取県 | エフエム山陰（V-air）                       | 17:05 - 17:15 |        |
| 鹿児島県       | エフエム鹿児島（μFM）                       | 17:10 - 17:20 |        |
| 宮城県         | エフエム仙台（Date fm）                     | 17:15 - 17:25 |        |
| 福島県         | エフエム福島（ふくしまFM）                  | 17:20 - 17:30 |        |
| 沖縄県         | エフエム沖縄（FM沖縄）                      | 17:20 - 17:30 |        |
| 新潟県         | エフエムラジオ新潟（FM-NIIGATA）            | 17:28 - 17:38 |        |
| 佐賀県         | エフエム佐賀（FMS）                         | 17:28 - 17:38 |        |
| 石川県         | エフエム石川（HELLO FIVE）                  | 17:30 - 17:40 |        |
| 大分県         | エフエム大分（Air-Radio FM88）              | 17:30 - 17:40 |        |
| 岡山県         | 岡山エフエム放送（FM OKAYAMA）              | 17:32 - 17:42 |        |
| 福井県         | 福井エフエム放送（FM福井）                  | 17:35 - 17:45 |        |
| 愛媛県         | エフエム愛媛（JOEU-FM）                     | 17:40 - 17:50 |        |
| 兵庫県         | 兵庫エフエム放送（Kiss FM KOBE）            | 17:42 - 17:52 |        |
| 栃木県         | エフエム栃木（RADIO BERRY）                 | 17:43 - 17:53 |        |
| 滋賀県         | エフエム滋賀（e-radio）                     | 17:45 - 17:55 |        |
| 熊本県         | エフエム熊本（FMK）                         | 17:45 - 17:55 |        |
| 大阪府         | エフエム大阪（FM OH!）                      | 17:46 - 17:56 |        |
| 徳島県         | エフエム徳島（FM徳島）                      | 17:48 - 17:58 |        |
| 北海道         | エフエム北海道（AIR-G'）                    | 17:50 - 18:00 |        |
| 岩手県         | エフエム岩手（FM IWATE）                    | 17:50 - 18:00 |        |
| 長野県         | 長野エフエム放送（FM長野）                  | 17:50 - 18:00 |        |
| 静岡県         | 静岡エフエム放送（K-mix）                   | 17:50 - 18:00 |        |
| 愛知県         | エフエム愛知（@FM）                         | 17:50 - 18:00 |        |
| 山口県         | エフエム山口（FMY）                         | 17:50 - 18:00 |        |
| 香川県         | エフエム香川（FM香川）                      | 17:50 - 18:00 |        |
| 福岡県         | エフエム福岡（FM FUKUOKA）                  | 17:50 - 18:00 |        |
| 長崎県         | エフエム長崎（FM Nagasaki）                 | 17:50 - 18:00 |        |